# Мачи-Сала
Мачи́-Сала, (укр. Мачи-Сала, крымскотат. Maçı Sala, Мачы Сала) — исчезнувшее село в Бахчисарайском районе Республики Крым (согласно административно-территориальному делению Украины — Автономной Республики Крым), включено в состав Верхоречья.

## География
Селение располагалось в центральной части района, в пределах Главной гряды Крымских гор, в верховьях долины реки Кача на левом берегу, напротив места впадения правого притока Марты (на противоположной стороне от Верхоречья).

## История
Документов времён Крымского ханства с упоминанием Мачи-Салы, пока не обнаружено, возможно, остатки древней греческой церкви, описанной А. И. Маркевичем, могут свидетельствовать о многовековой истории села.
Впервые Мачисала встречается в реестре мечетей и вакуфного имущества, составленном, очевидно, перед присоединением Крыма к России, где название записано арабским шрифтом как  ماچى صلا и в, практически одновременном, Камеральном Описании Крыма 1784 года, как деревня Мачисала Муфтия Апралык кадылыка Бахчисарайского каймаканства.
После присоединения Крыма к России (8) 19 апреля 1783 года, (8) 19 февраля 1784 года, именным указом Екатерины II сенату, на территории бывшего Крымского Ханства была образована Таврическая область и деревня была приписана к Симферопольскому уезду. После Павловских реформ, с 1796 по 1802 год, входила в Акмечетский уезд Новороссийской губернии. В эти годы Мачи-Сала как Мачиксала упоминается в губернаторских документах от 3 октября 1796 года, по случаю выделения земли обер-лоцману, поручику Панайотову-Анастасьеву. По новому административному делению, после создания 8 (20) октября 1802 года Таврической губернии, Мачи-Сала была включена в состав Алуштинской волости Симферопольского уезда.
По Ведомости о всех селениях в Симферопольском уезде состоящих с показанием в которой волости сколько числом дворов и душ… от 9 октября 1805 года, в деревне Мачисала в 9 дворах числилось 44 жителя, исключительно крымских татар (на военно-топографической карте генерал-майора Мухина 1817 года обозначены те же 9 дворов, но в «Ведомости о казённых волостях Таврической губернии» от 31 августа 1829 года, зафиксировавшей результаты волостной реформы 1829 года деревня не записана, а на картах 1836 и 1842 года статус Мачи-Салы понижен до хутора. Шарль Монтандон в своём «Путеводителе путешественника по Крыму, украшенный картами, планами, видами и виньетами…» 1833 года писал, что небольшая деревня Мату-Сала заселена русскими — потомками солдат, заселенных сюда князем Потёмкиным.
В «Списке населённых мест Таврической губернии по сведениям 1864 года», составленном по результатам VIII ревизии, записана «владельческая» (находящаяся в частой собственности) дача Мачисала с 1 двором и 8 жителями при реке Каче (на трёхверстовой карте Шуберта 1865—1876 года — тот же хутор). X ревизией 1887 года, сведения которой собраны в Памятной книге Таврической губернии 1889 года, хутор уже не зафиксирован, а на подробной карте 1890 года обозначена усадьба Кулугулу. По Статистическому справочнику Таврической губернии. Ч.II-я. Статистический очерк, выпуск шестой Симферопольский уезд, 1915 год, на хуторе Лемепинской Н. П. Мачи-Сала, приписанном к селу Мангуш, Тав-Бодракской волости Симферопольского уезда числился 1 двор с русским населением в количестве 14 человек «посторонних» жителей", владевших 192 десятинами удобной земли и 9 десятинами неудобий. В хозяйстве имелось 35 лошадей, 27 волов, 8 коров, 19 телят и жеребят и 708 голов мелкого скота
После установления в Крыму Советской власти, по постановлению Крымревкома от 8 января 1921 года была упразднена волостная система и село вошло в состав Симферопольского уезда (округа), а в 1922 году уезды получили название округов. 11 октября 1923 года, согласно постановлению ВЦИК, в административное деление Крымской АССР были внесены изменения, в результате которых был создан Бахчисарайский район и село включили в его состав. В последний раз название встречается в Списке населённых пунктов Крымской АССР по Всесоюзной переписи 17 декабря 1926 года, согласно которому в лесном доме Мечи-Сала, Бия-Сальского сельсовета Бахчисарайского района, с 1 двором, население составляло 10 человек (3 мужчин и 7 женщин), все русские.